# 비늘 (나비목)

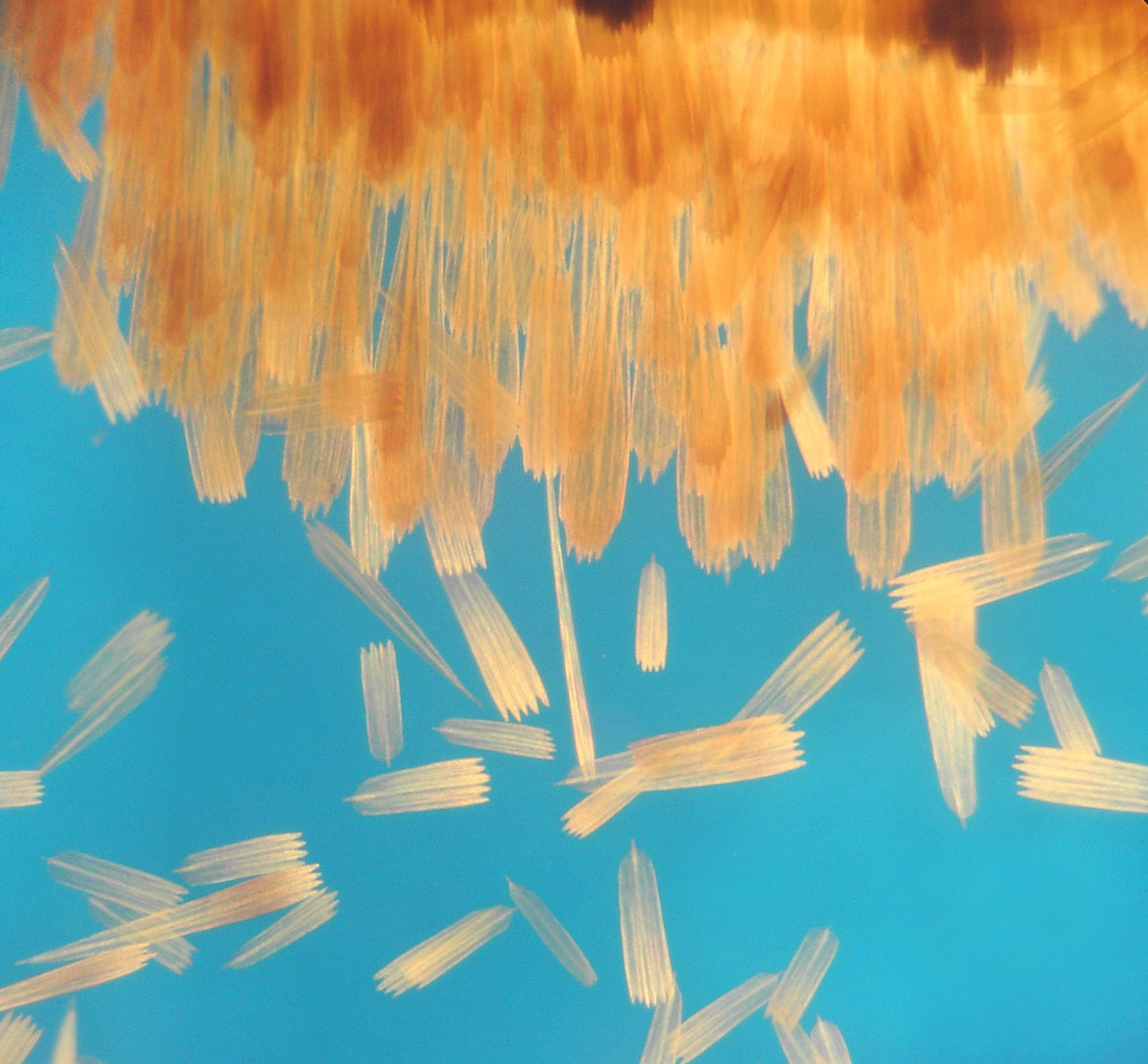

나비목의 비늘은 나비목의 날개에 있는 비늘이다.

## 형태

### 색상
나비목의 날개의 색은 멜라닌으로 착색된 비늘에 의해 생성된다. 이 구조적 착색은 비늘의 광결정 특성에 의한 빛의 일관된 산란의 결과이다.

## 같이 보기
- 비늘